# (1990) Пильчер
(1990) Пильчер (нем. Pilcher) — типичный астероид главного пояса, который был открыт 9 марта 1956 года немецким астрономом Карлом Рейнмутом в обсерватории Хайдельберг в Германии и назван в честь американского астронома Фредерика Пильчера. 

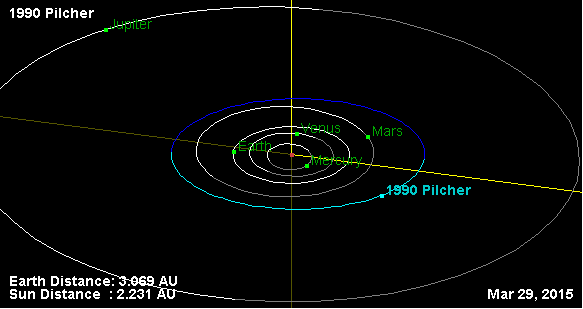
Орбита астероида Пильчер и его положение в Солнечной системе